# Rådmansvången
För området i Lund, se Rådmansvången, Lund.
Rådmansvången är ett bostads- och affärsområde i stadsdelen Centrum i Malmö. Området tillhörde förr stadsdelen Södra Förstaden.
Området ligger mellan Pildammsvägen och Bergsgatan, söder om Föreningsgatan. Det består av friliggande byggnader i tegel, uppförda från slutet av 1800-talet och framåt. Byggnaderna är i huvudsak hyreshus med bostäder och kontor. Vid Kapellgatan finns fyra klassicerande lamellhus uppförda 1929–1935. Väster om Rådmansgatan ligger u-formade hus kring öppna gårdar, uppförda 1940.
Detaljhandeln är väl utvecklad genom Triangelns köpcentrum men även med olika sorters småbutiker. Vid Triangeln domineras gatubilden av det 22 våningar höga Hotell Triangeln.
I området finns flera större institutioner: Malmö Konsthall, Sankt Johanneskyrkan och Stadshuset. Här finns också Tandvårdshögskolan samt Johannesskolan (F-9) och Monbijouskolan (F–6). I området finns Droppens, Lekattens och Triangelns förskolor, samt föräldrakooperativet Korpen. Öresundsgymnasiet innehåller flera olika gymnasieskolor.
Södra Förstadsgatan, som passerar genom området, har sedan urminnes tider varit Malmös södra infart. Längs vägen uppstod områdets första bebyggelse i mitten av 1800-talet. Rådmansvången ingick bland de donationsjordar vars avkastning utgjorde lön för stadens ledning, magistraten. Några av dem byggde förnäma villor längs Östra Rönneholmsvägen på 1800-talet. Villorna revs på 1940-talet och nu ligger Magistratsparken där.

## Kommunikationer
Rådmansvången angörs (2020) av busslinjer  1, 2, 6, 7, 8, 35 och 84 som korsar dess västra del utmed Rådmansgatan i en hållplats, Triangeln; här finns även Triangelns station, en underjordisk järnvägsstation längs Citytunneln. Områdets östra gräns, utmed Bergsgatan, trafikeras аv busslinje 34 med tre hållplatser (Möllevångstorget, Barkgatan och Stadshuset) samt regionsbusslinjer , 130, 132, 134, 142, 148, 168, 169, 171 och 174, med en hållplats (Spångatan). Alla dessa regionsbusslinjer trafikerar även Rådmansvångens södra del, utmed Carl Gustafs väg (på sträckan Spårvägsgatan–Rådmansgatan), med hållplatserna Södervärn och Tandvårdshögskolan, vilket gör också busslinjer 1, 3 ,35 samt linje Skåneexpressen 15.